# Вайс, Джордж Дэвид
Джордж Дэвид Вайс (англ. George David Weiss, 9 апреля 1921, Нью-Йорк, штат Нью-Йорк — 23 августа 2010, Олдуик, Нью-Джерси) — американский поэт и композитор-песенник, президент гильдии сочинителей песен США.
Известен как автор и аранжировщик песен, исполнявшихся множеством джазовых и других музыкантов и неоднократно достигавших вершин популярности в разных странах. Среди песен, в создании которых он принимал участие — «What a Wonderful World» Луи Армстронга, «Can’t Help Falling in Love» Элвиса Пресли, «Lullaby of Birdland» Эллы Фицджеральд, «Oh! What It Seemed to Be» Фрэнка Синатры и переработка африканской песни «The Lion Sleeps Tonight». Его музыка и песни использовались более чем в 100 фильмах.

## Биография
Родился в еврейской семье и первоначально собирался стать адвокатом или бухгалтером, но любовь к музыке (после конфликта с родителями и нервного срыва) привела его в Джульярдскую школу, где он научился писать тексты и делать аранжировки. После окончания он стал аранжировщиком для биг-бэндов Стэна Кентона, Винсента Лопеса и Джонни Ричардса. До Второй мировой войны он также играл на деревянных духовых и скрипке в различных танцевальных ансамблях. Поступив в армию во время войны, он возглавлял военный оркестр.
После войны наступил пик его активности как композитора и автора текстов, который продлился до конца 1960-х годов. Многие из его песен получали всеобщее признание в США и Великобритании. Хотя он писал в разных соавторствах, значительная часть его известных песен написана в соавторстве с поэтом-песенником Бенни Бенджамином.
Вайс написал музыку к фильмам «Убийство, Inc» (1960), «Гиджет едет в Рим» (1953), «Средиземноморский отпуск» (1964) и «Мадемуазель» (1966), а также принимал участие в создании трёх успешных бродвейских мюзиклов: «Мистер Уандерфул» (в 1956 году с Джерри Боком и Лоуренсом Холофсенером), «Первые впечатления» по роману Джейн Остин «Гордость и предубеждение» (в 1959 году с Бо Голдманом и Гленном Пэкстоном) с Сэмми Дэвисом в главной роли, «Мэгги Флинн» (в 1968 году с Уго Перетти и Луиджи Креаторе) с Ширли Джонс и Джеком Кэссиди в главных ролях. Кроме того, Вайс и Уилл Северин написали семейный мюзикл «Сказка о Золушке», представленный публике в декабре 1994 года.
Он писал музыку и тексты песен для таких исполнителей, как Том Джонс, Мел Торме, Элвис Пресли, Дайна Вашингтон, «The Stylistics», Теннесси Эрни Форд и Сэмми Дэвис. Вайс написал стихи для песни «Lullaby of Birdland», которая принесла огромный успех Элле Фицджеральд и стала джазовым стандартом.
В 1984 введён в «Зал славы композиторов». Возглавляя в 1982—2000 годах Гильдию сочинителей песен, он активно боролся за права авторов.
Умер в возрасте 89 лет от естественных причин в своём доме. Он оставил 3 сыновей, 1 дочь и 8 внуков.